# Ivan Basso
(Ivan Basso, Sportweek, 6 maggio 2006)
Ivan Basso (Gallarate, 26 novembre 1977) è un ex ciclista su strada italiano, professionista dal 1999 al 2015.
Passista-scalatore, soprannominato Ivan il Terribile, è considerato uno dei migliori corridori di corse a tappe ciclistiche degli anni 2000. In carriera ha vinto due edizioni del Giro d'Italia, nel 2006 e nel 2010, e si è piazzato per due volte sul podio al Tour de France, terzo nel 2004 e secondo nel 2005.

## Carriera

### Gli inizi
Già nelle categorie giovanili Basso raccoglie molti risultati di rilievo, tra questi, nel 1995, il secondo posto al Campionato mondiale juniores di San Marino, alle spalle di Valentino China e davanti all'altro azzurro Rinaldo Nocentini. Nel 1996 passa alla trevigiana Zalf-Euromobil-Fior per correre nella categoria Dilettanti Under-23: con la nuova maglia si aggiudica diverse gare di rilievo, fra cui il Trofeo Città di San Vendemiano nel 1997 e il Triptyque Ardennais e il Giro Ciclistico Pesche Nettarine di Romagna nel 1998. Proprio la stagione 1998, che lo vede anche gareggiare per alcuni mesi come stagista per la Asics-CGA, viene coronata dalla vittoria, il 9 ottobre a Valkenburg, del titolo mondiale in linea Under-23. Il successo di Basso arriva in solitaria, e anche in tal caso, come tre anni prima, il podio è tutto azzurro, completato nell'ordine da Nocentini e Danilo Di Luca.
Nei primi mesi del 1999 gareggia ancora come Under-23 in maglia iridata Zalf, vincendo anche alcune prove tra cui la Coppa Fiera di Mercatale. Passa finalmente professionista nel maggio 1999 con la Riso Scotti-Vinavil, la squadra diretta da Davide Boifava: nello stesso anno partecipa per la prima volta al Giro d'Italia, ritirandosi dopo sette tappe, e viene inoltre convocato in Nazionale per la gara in linea Elite dei Campionati del mondo di Verona. Nel 2000 segue Boifava tra le file dell'Amica Chips-Tacconi Sport; in stagione corre nuovamente la "Corsa rosa" (conclude 52º), si piazza quinto al Giro dell'Emilia e ottiene anche le sue prime vittorie da pro, in due tappe, una in linea e una a cronometro, del Regio-Tour in Germania.
Nel 2001 passa alla Fassa Bortolo di Giancarlo Ferretti. Durante l'anno mette in mostra le doti di scalatore sul Mont Faron, quando vince una tappa del Giro del Mediterraneo. L'anno dopo, al Tour de France, si classifica undicesimo nella generale, vincendo la speciale graduatoria degli Under-25, mentre nell'edizione 2003 della Grande Boucle giunge settimo. Nello stesso periodo si piazza sul podio di importanti classiche in linea: è secondo alla Freccia Vallone 2001, terzo alla Liegi-Bastogne-Liegi 2002 e secondo alla Clásica San Sebastián 2003.

### 2004-2006: i piazzamenti al Tour e la prima vittoria al Giro

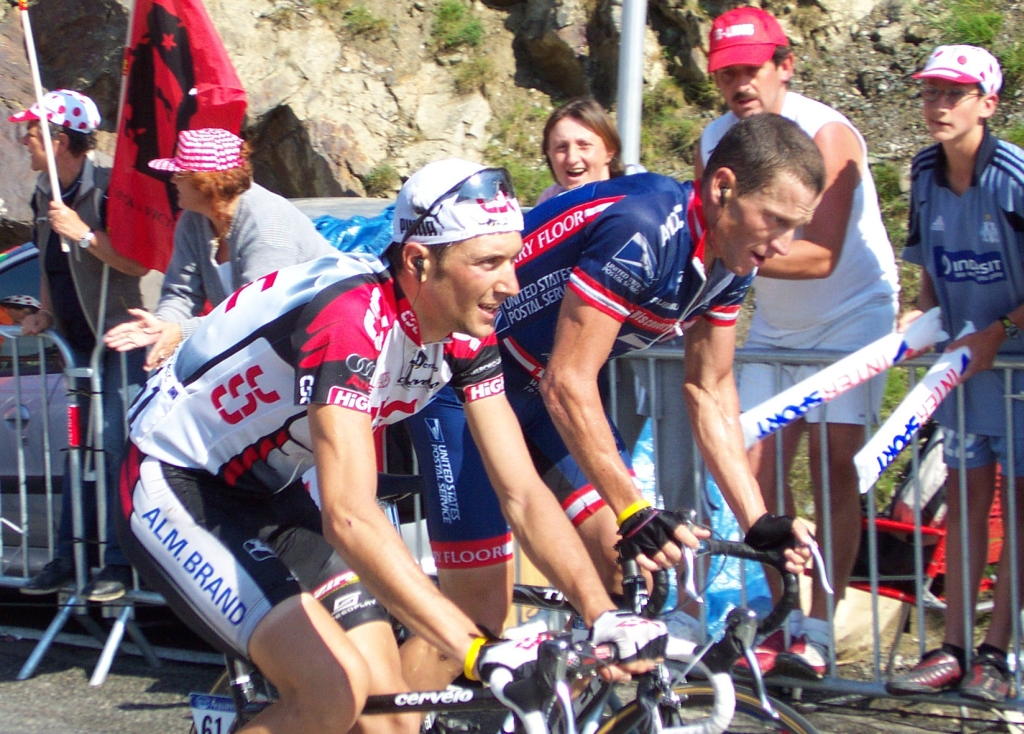
Tour 2004: Ivan Basso (a sinistra) a fianco di Lance Armstrong.

Nella stagione 2004 si trasferisce al Team CSC, sodalizio danese diretto da Bjarne Riis. Al Tour de France di quell'anno, in cui parte tra i favoriti, conquista la difficile tappa di La Mongie oltre a due secondi posti, e sale sul terzo gradino del podio finale, preceduto da Lance Armstrong e dal tedesco Andreas Klöden. Alla prestazione della Grande Boucle si aggiungono per Basso anche la vittoria del Giro dell'Emilia e il terzo posto al Giro di Lombardia.
Nel 2005 torna al Giro d'Italia: qui resta a lungo in classifica, per un giorno veste anche la maglia rosa ma nella tappa di Livigno (con la scalata dello Stelvio) va in crisi a causa di un virus intestinale; ciò nonostante recupera e solo pochi giorni dopo si aggiudica due tappe consecutive, una per distacco con arrivo in salita a Limone Piemonte e l'altra nella cronometro tra Chieri e Torino. Nello stesso anno corre il Tour de France e, pur scalzando dalla piazza d'onore il danese Michael Rasmussen e tentando più volte di attaccare il dominatore Lance Armstrong, si deve accontentare del secondo posto in classifica generale, staccato di 4'40" dallo statunitense. In agosto vince quindi il Giro di Danimarca facendo sue ben quattro tappe su sei.

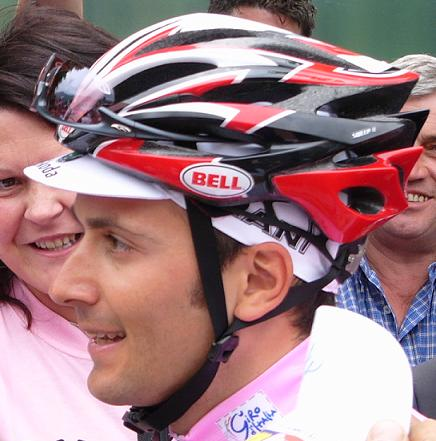
Ivan Basso in maglia rosa al Giro d'Italia 2006.

Comincia la stagione 2006 in ottime condizioni fisiche: numerose le gare a cui si dedica, a cominciare dalla Milano-Sanremo per continuare con la Freccia Vallone e la Liegi-Bastogne-Liegi; arrivano anche le prime vittorie, una tappa e la classifica del Critérium International, una tappa al Circuit de la Sarthe. 
Il Giro d'Italia di maggio lo vede assoluto protagonista: Basso vince infatti tre tappe – l'ottava, quella sulla Maielletta, la sedicesima e infine la ventesima, quella con il Mortirolo, il Gavia e l'arrivo all'Aprica – e si aggiudica la classifica generale finale dopo aver tenuto la maglia rosa per due settimane consecutive. 
Quella che rimarrà la sua miglior performance di sempre in salita, la mette a segno lungo la salita al Monte Bondone, arrivo di tappa della sedicesima frazione. Con un record di scalata di 46'16" ed un distacco di 1'26" al suo più immediato inseguitore, Gilberto Simoni, è autore di una delle migliori cinque prestazioni in termini di potenza specifica di sempre durante un grande giro. Il sito dedicato, lanterneruge.com, ha per l'appunto stimato 6,65 W/kg erogati da Basso durante la scalata, prestazione seconda solamente a quelle di Pantani a Flumserberg (1995) e all'Alpe d'Huez (1997) e di Riis e Indurain ad Hautacam (1996 e 1994). 
Clamorosa, al termine della frazione dell'Aprica, la polemica con il compagno di fuga Gilberto Simoni, che prima parla di generiche scorrettezze di Basso, per poi rivelare, incalzato dai giornalisti, come questi gli avesse chiesto dei soldi per fargli vincere la tappa. In un confronto ripreso dalle telecamere, Basso chiese all'avversario di non dire bugie, e Simoni minacciò di rivelare la cifra in questione; l'accusa verrà poi ritrattata da Simoni.
Vince il giro con un distacco di 9'18" sul secondo classificato, ossia il più ampio margine registrato dal 1965 al 2024.

### 2006-2007: l'Operación Puertoe la squalifica
Il 30 giugno 2006, dopo lo scandalo scoppiato in Spagna in seguito all'indagine sui casi di doping denominata Operación Puerto, Basso viene estromesso dalla partecipazione al Tour de France, che sarebbe iniziato il giorno successivo: alla vigilia era considerato uno dei favoriti per la vittoria finale della corsa, considerato il successo di un mese prima al Giro. In seguito a questo scandalo viene sospeso dalla propria squadra; anche il suo direttore sportivo Bjarne Riis prende inizialmente le distanze, ma in seguito riapre a un possibile ritorno del corridore nella CSC. Il 12 ottobre la Procura antidoping del CONI archivia l'inchiesta nei confronti del varesino, che è quindi libero di tornare alle corse. Il 18 ottobre avviene però il divorzio consensuale con il team di Bjarne Riis. In una lettera aperta Basso comunque ringrazia la CSC e Riis per il sostegno e le opportunità concesse durante gli anni in cui ha gareggiato con loro, affermando di volersi rimettere in gioco con la speranza di poter trovare la stessa professionalità trovata nella squadra danese.
L'8 novembre viene ufficializzato il passaggio alla Discovery Channel. Il 24 aprile 2007 il varesino viene però sospeso dalla Discovery Channel in seguito alla riapertura del caso Operación Puerto da parte del CONI, e sei giorni dopo il team annuncia che il suo contratto sarà rescisso. Dal canto suo, Basso chiede di abbandonare la squadra per "motivi personali legati alla riapertura delle indagini da parte del CONI": si incontra quindi con Bill Stapleton e Johan Bruyneel (rispettivamente general manager e direttore della Discovery Channel) e i due si dicono d'accordo nel consentirgli di abbandonare la squadra.
Il 7 maggio un altro colpo di scena: il ciclista italiano confessa il tentativo di utilizzo di pratiche dopanti (autoemotrasfusione) in vista del Tour de France 2006, e decide di collaborare con la procura antidoping del CONI, primo in Italia a compiere una simile scelta. Il presidente della Federciclismo, per evitare un altro "caso Pantani", chiede intanto alla stampa e all'opinione pubblica di rimanere vicino al corridore varesino. Il giorno successivo Basso rettifica le proprie dichiarazioni, ammettendo di aver contattato Eufemiano Fuentes (medico coinvolto nell'Operación Puerto) in un momento di debolezza ed essere a conoscenza del giro di sostanze dopanti, ma di non averne mai fatto uso.
Il 15 giugno 2007, pur non essendo mai risultato positivo ad alcun test, viene condannato a due anni di squalifica dalla Commissione disciplinare della Federciclismo italiana, periodo al quale vanno detratti i 7 mesi e 24 giorni già scontati.

### 2008-2009: il rientro e i risultati a Giro e Vuelta

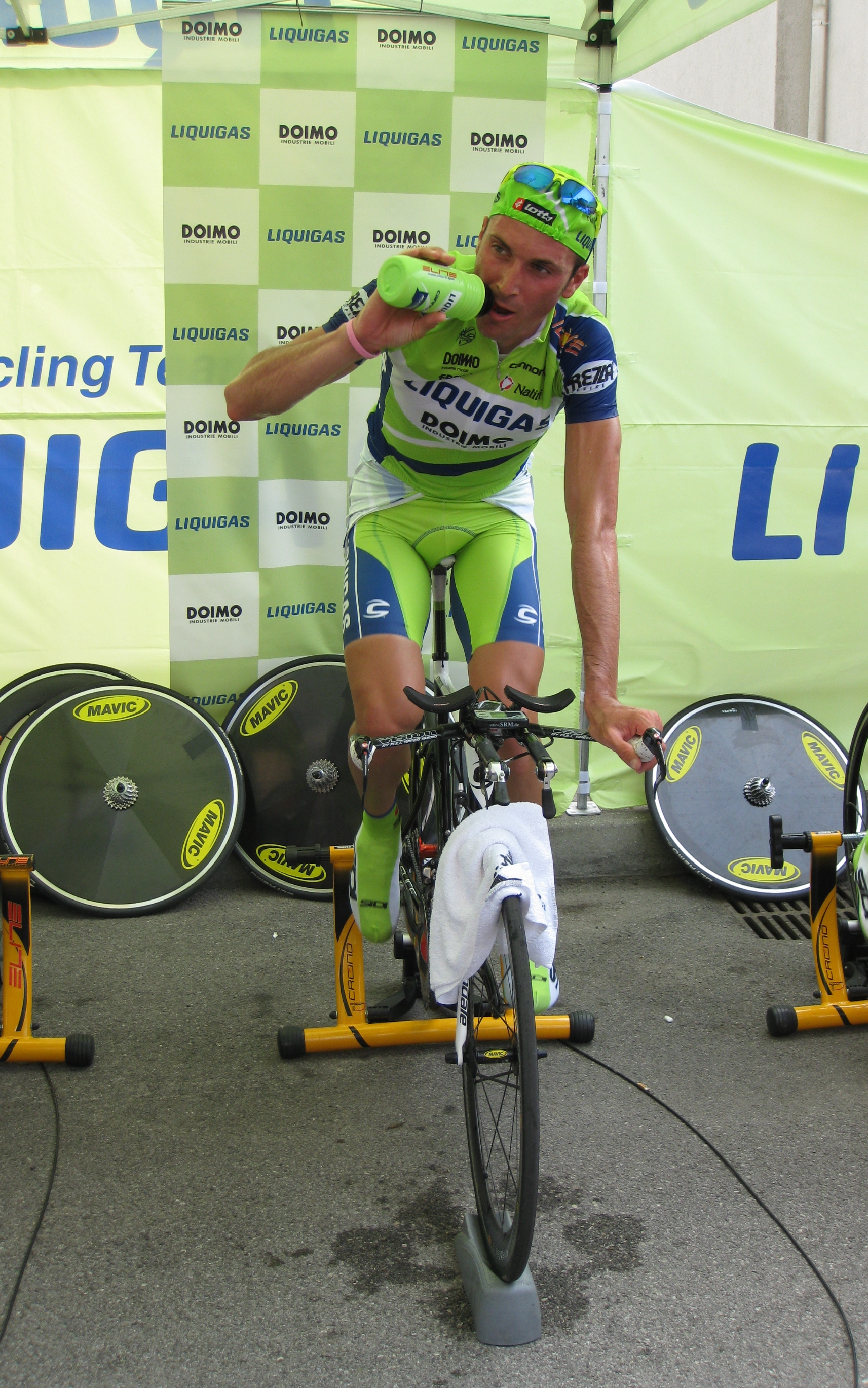
Ivan Basso alla crono a squadre inaugurale del Giro 2009.

Nell'aprile 2008 annuncia insieme con la Liquigas di aver raggiunto un accordo contrattuale per le stagioni 2009 e 2010. Per prepararsi al meglio all'annata successiva svolge allora, contemporaneamente al Giro d'Italia 2008, un allenamento di una settimana percorrendo tappe di salita con pendenze molto elevate, altre con pendenze più abbordabili e un paio di prove a cronometro sotto la supervisione di Aldo Sassi. Il 24 ottobre dello stesso anno termina il periodo di squalifica: due giorni dopo Basso partecipa alla prima gara dopo la squalifica, la Japan Cup, piazzandosi terzo alle spalle di Damiano Cunego e Giovanni Visconti.
Nel gennaio 2009 partecipa al Tour de San Luis, corsa a tappe in Argentina, classificandosi quinto; è poi quinto anche al Giro d'Italia del Centenario svoltosi in maggio, ma in seguito alle squalifiche per doping di Danilo Di Luca e Franco Pellizotti questo piazzamento si tramuta in un terzo posto finale. A settembre decide di correre la Vuelta a España con ambizioni di classifica e la conclude al quarto posto, restando sempre coi migliori nelle tappe di montagna e perdendo il podio solo nella cronometro della penultima tappa.

### 2010: la seconda vittoria al Giro d'Italia
Nel maggio 2010 partecipa alla novantatreesima edizione del Giro d'Italia. Arriva primo nella tappa del Monte Zoncolan, staccando in salita il campione del mondo Cadel Evans, e il 28 maggio, alla fine della diciannovesima tappa, la Brescia-Aprica, torna a vestire la maglia rosa a quattro anni di distanza dall'ultima volta. Nelle due frazioni rimanenti riesce a gestire il vantaggio sullo spagnolo David Arroyo, andando in tal modo a vincere la novantatreesima edizione del Giro d'Italia; chiude peraltro secondo nella classifica degli scalatori.
Meno di due mesi dopo comincia il Tour de France con ambizioni di classifica: inizialmente riesce a rimanere con i migliori e al termine della prima tappa di montagna ad arrivare tra i primi dieci; poi, complice anche un attacco febbrile, non riesce a reggere il passo dei più forti e crolla definitivamente nella sedicesima tappa chiudendo la Grande Boucle in trentaduesima posizione.

### 2011-2012: di nuovo al Tour e al Giro

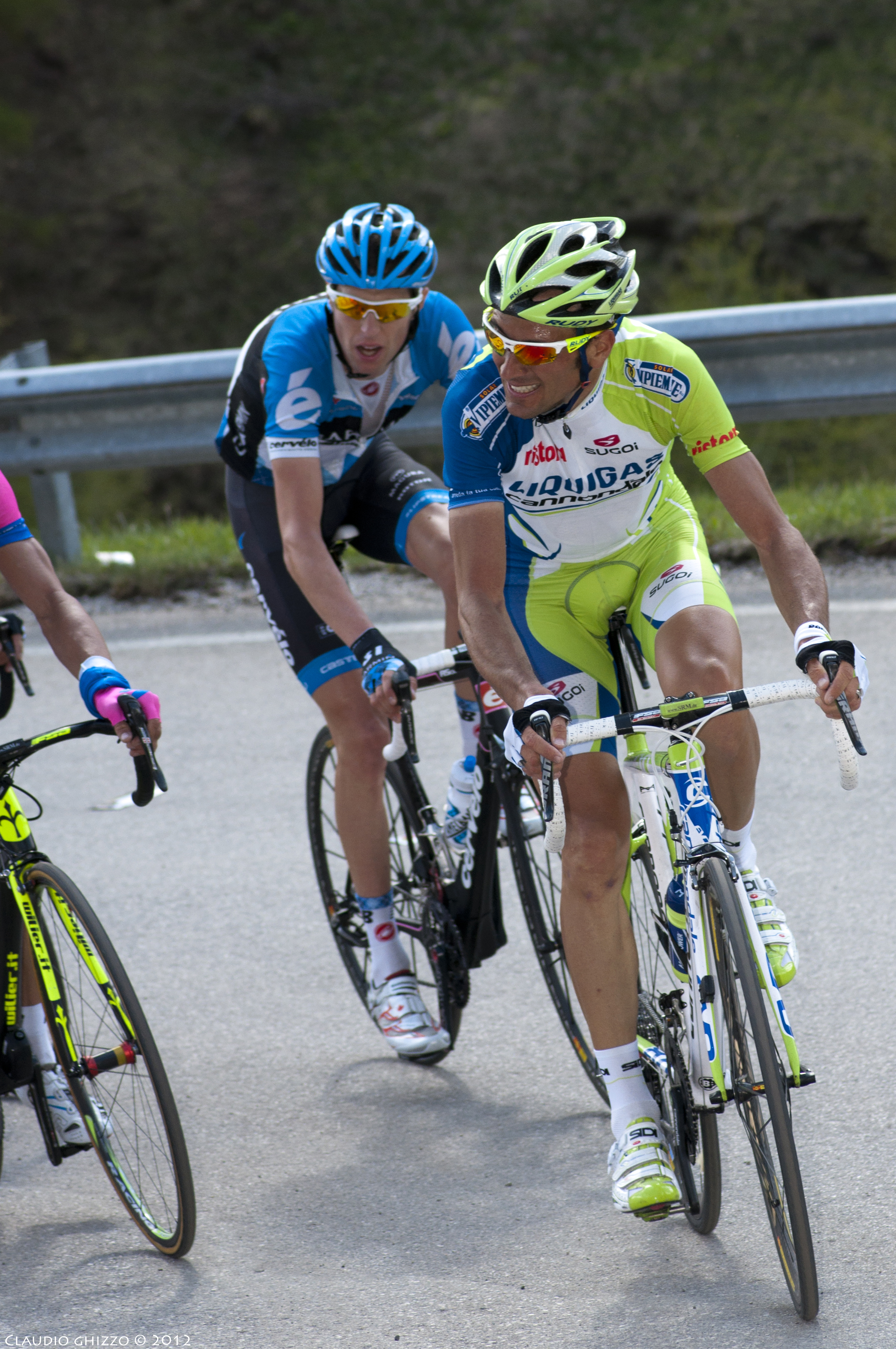
Ivan Basso impegnato sul Passo Giau al Giro d'Italia 2012

Per la stagione 2011 sceglie di concentrarsi esclusivamente sul Tour de France: imposta così la sua preparazione in vista della sola Grande Boucle, partecipando prima al Tour de San Luis e vincendo poi il Gran Premio di Lugano. Conclude quarto alla Tirreno-Adriatico e settimo alla Volta a Catalunya, poi partecipa alla Freccia-Vallone e alla Liegi-Bastogne-Liegi senza ambizioni di classifica.
Il suo allenamento in vista del Tour viene però bruscamente interrotto da una caduta il 17 maggio sull'Etna, che gli porta 15 punti di sutura al volto e lo costringe a una sospensione della preparazione di oltre 10 giorni, in un periodo decisivo rispetto al Tour; nonostante ciò prende il via al Critérium du Dauphiné con l'intento di ritrovare il "colpo di pedale" e il ritmo gara, dunque non curando la corsa che lo vede sempre indietro rispetto ai migliori, regolati da Wiggins. Comincia quindi il Tour de France con obiettivo il podio finale, attraversa una buona prima settimana (evita peraltro quelle cadute che mettono fuori gioco numerosi favoriti), si mette in luce sui Pirenei ma sulle Alpi è costretto a cedere: conclude settimo, pagando il distacco nelle tappe alpine e nella cronometro conclusiva. In seguito vince una tappa e la classifica generale del Giro di Padania e si piazza quarto, primo degli italiani, al Giro di Lombardia. Nell'ultima gara della stagione, la Japan Cup, conclude al decimo posto.

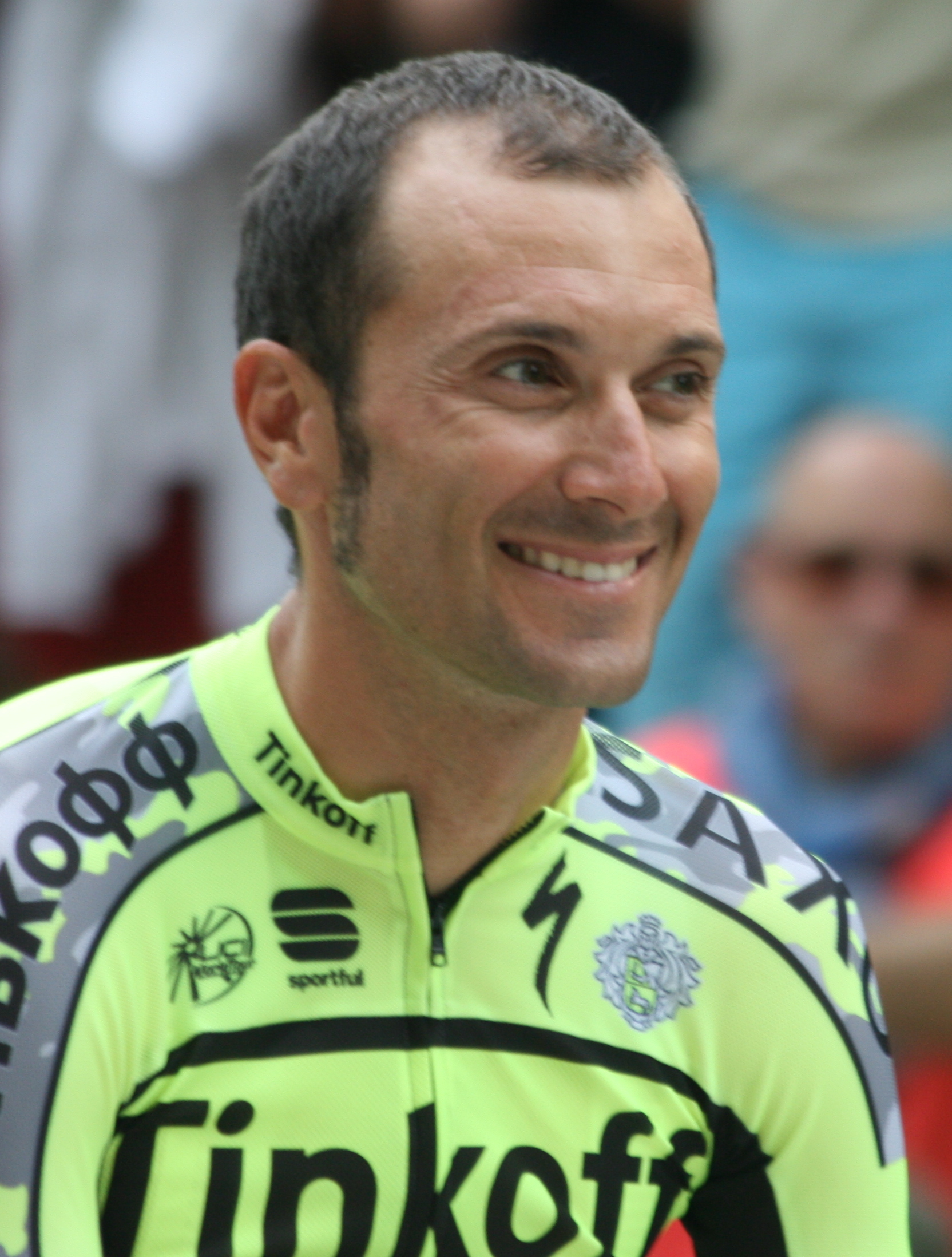
Basso alla presentazione del Tour de France 2015

Nel 2012 Ivan Basso partecipa nuovamente alla corsa rosa, con la voglia di vincere il suo terzo Giro d'Italia. Malgrado la sicurezza nei propri mezzi, non riesce mai a fare la differenza sui passi alpini delle Dolomiti, dove tutti lo attendono, e sfiora solamente la vittoria di tappa nella Falzes-Cortina, diciassettesima frazione della corsa, quando Joaquim Rodríguez lo brucia in volata. Giungerà a Milano solamente quinto, dietro a Michele Scarponi, quarto e migliore degli italiani, riuscendo a non farsi scavalcare da Damiano Cunego, sesto, nell'ultima cronometro. Partecipa poi al Tour de France svolgendo ruoli di gregario per Vincenzo Nibali, che chiude terzo in classifica. Nella sua ultima gara stagionale vince la Japan Cup 2012.

### 2013-2015: le ultime stagioni
Nella primavera 2013, tra le file della Cannondale (ex Liquigas), si classifica quarto nella Settimana Internazionale di Coppi e Bartali. Si prepara quindi per correre il Giro d'Italia con ambizioni di successo, ma a causa di un ascesso perianale è costretto a saltare la corsa. Rientrato alle gare solo alla fine di luglio, conclude ottavo al Tour de Pologne, gara del calendario World Tour; partecipa poi alla Vuelta a España ma si ritira durante la quattordicesima frazione a causa di un'ipotermia, quando era settimo in graduatoria e dopo aver ottenuto due piazzamenti di tappa nei primi cinque. Chiude l'anno senza cogliere successi, con un undicesimo posto al Giro di Lombardia e un ottavo al Tour of Beijing.
Nel 2014, ancora in maglia Cannondale, apre la stagione correndo la Tirreno-Adriatico e il Giro del Trentino. In maggio partecipa al Giro d'Italia, classificandosi in quindicesima posizione a 32'08" dal vincitore Nairo Quintana; nella seconda parte di stagione non ottiene particolari risultati. Il 19 agosto 2014 viene ufficializzato il suo trasferimento alla Tinkoff-Saxo a partire dalla stagione 2015; Basso firma un contratto biennale, tornando così tra le file della squadra di Bjarne Riis dopo nove anni. Nel 2015, dopo aver partecipato anche alla Tirreno-Adriatico e alla Volta Ciclista a Catalunya, si presenta al Giro d'Italia come gregario di Contador, che andrà a vincere la corsa rosa, concludendo al 51º posto. A luglio prende il via sempre in appoggio a Contador, al Tour de France, durante il quale, dopo alcuni accertamenti a seguito di una caduta nella quinta tappa, gli viene diagnosticato un tumore al testicolo sinistro. Lo stesso corridore rende nota la notizia e il conseguente ritiro dalla corsa il 13 luglio, durante la conferenza stampa del giorno di riposo, per recarsi in Italia e sottoporsi alle cure. Il 5 ottobre 2015 annuncia il suo ritiro dalle corse.

### 2020: fonda la Aurum con Contador
Nel settembre 2020, ha fondato, insieme ad Alberto Contador, un suo marchio di biciclette, la Aurum.

## Vita privata
Vive a Cassano Magnago con la moglie Micaela e i quattro figli: Domitilla, Santiago, Levante e Tai.
Nel giugno del 2011 ha pubblicato la sua autobiografia, In salita controvento, edita da Rizzoli, scritta in collaborazione con il giornalista varesino Francesco Caielli, fino al 2017 direttore della testata laprovinciadivarese.it.

## Palmarès
- 1997 (dilettanti)

Gran Premio Industria e Commercio - San Vendemiano
Piccola Sanremo - Gran Premio Sovizzo
- 1998 (dilettanti)

Mentone-Alassio
1ª tappa Triptyque Ardennais (Maastricht > Hamoir)
2ª tappa Triptyque Ardennais (Hamoir > Malmedy)
Classifica generale Triptyque Ardennais
Prologo Giro Ciclistico Pesche Nettarine di Romagna (Imola, cronometro)
2ª tappa Giro Ciclistico Pesche Nettarine di Romagna (Sant'Agata sul Santerno > Riolo Terme)
Classifica generale Giro Ciclistico Pesche Nettarine di Romagna
Campionati del mondo, prova in linea Under-23
- 1999 (Zalf-Euromobil-Fior, quattro vittorie)

Trofeo BT Cesab
Coppa Fiera di Mercatale
Memorial Daniele Furlan
2ª tappa Giro delle Regioni (Stradella > Santa Maria della Versa)
- 2000 (Amica Chips-Tacconi Sport, due vittorie)

1ª tappa Regio-Tour (Strasburgo > Breisach)
3ª tappa, 2ª semitappa Regio-Tour (Glottertal > Sankt Peter, cronometro)
- 2001 (Fassa Bortolo, tre vittorie)

1ª tappa Tour Méditerranéen (Antibes > Mont Faron)
5ª tappa Euskal Bizikleta (Iurreta > Arrate-Eibar)
5ª tappa Österreich-Rundfahrt (Kitzbühel > Lienz)
- 2004 (Team CSC, due vittorie)

12ª tappa Tour de France (Castelsarrasin > La Mongie)
Giro dell'Emilia
- 2005 (Team CSC, sette vittorie)

17ª tappa Giro d'Italia (Varazze > Limone Piemonte)
18ª tappa Giro d'Italia (Chieri > Torino, cronometro)
1ª tappa Giro di Danimarca (Skive > Skive)
2ª tappa Giro di Danimarca (Viborg > Arhus)
3ª tappa Giro di Danimarca (Arhus > Vejle)
5ª tappa Giro di Danimarca (Nyborg, cronometro)
Classifica generale Giro di Danimarca
- 2006 (Team CSC, otto vittorie)

2ª tappa Critérium International (Les Vieilles Forges > Monthermé)
Classifica generale Critérium International
3ª tappa Circuit de la Sarthe (Angers > Angers, cronometro)
8ª tappa Giro d'Italia (Civitanova Marche > Maielletta)
16ª tappa Giro d'Italia (Rovato > Monte Bondone)
20ª tappa Giro d'Italia (Trento > Aprica)
Classifica generale Giro d'Italia
Cronoscalata Miasino-Mottarone
- 2009 (Liquigas, una vittoria)

Classifica generale Giro del Trentino
- 2010 (Liquigas-Doimo, tre vittorie)

15ª tappa Giro d'Italia (Mestre > Monte Zoncolan)
Classifica generale Giro d'Italia
Gran Premio Industria Commercio Artigianato Carnaghese
- 2011 (Liquigas-Cannondale, tre vittorie)

Gran Premio di Lugano
4ª tappa Giro di Padania (Noceto > San Valentino di Brentonico)
Classifica generale Giro di Padania
- 2012 (Liquigas-Cannondale, una vittoria)

Japan Cup

### Altri successi
- 2002 (Fassa Bortolo)

Classifica giovani Tour de France
Rominger Classic - Engelberg (Criterium)
- 2004 (Team CSC)

Grand Prix Jyske Bank (Criterium)
Acht van Chaam (Criterium)
City Nacht Rhede (Criterium)
Profronde van Surhuisterveen (Criterium)
Peperbus Profspektakel van Zwolle (Criterium)
Unnaer Sparkassen Cup (Criterium)
- 2005 (Team CSC)

Ronde d'Aix-en-Provence (Criterium)
Trofeo Bonacossa Giro d'Italia
Gran Premio Fontaneto Ravioli - Coppa Formaggi Guffanti (Criterium)
Profronde van Stiphout (Criterium)
City Nacht Rhede (Criterium)
Dernyspektakel Wolvertem (Criterium)
Draai Van de Kaai - Roosendaal (Criterium)
Gouden Piil - Emmen (Criterium)
Gran Prix de la Ville de Luxembourg - Gala Tour de France (Criterium)
Ru-Cup Essen (Criterium)
Trofeo Città di Borgomanero (Cronocoppie con Andrea Peron)
- 2006 (Team CSC)

Classifica a punti Critérium International
Salò (Criterium)
5ª tappa Giro d'Italia (Piacenza > Cremona, cronosquadre)
Premio Azzurri d'Italia Giro d'Italia
Trofeo Bonacossa Giro d'Italia
Trofeo Vincenzo Torriani Giro d'Italia
Gran Premio Fontaneto Ravioli - Coppa Formaggi Guffanti (Gara scratch)
- 2009 (Liquigas)

Valencia (Criterium)
- 2010 (Liquigas-Doimo)

4ª tappa Giro d'Italia (Savigliano > Cuneo, cronosquadre)
Gran Premio Fontaneto Ravioli - Coppa Formaggi Guffanti (Gara scratch)
Rabobank Profronde - Etten-Leur (Criterium)
Bavikhove (Criterium)
Alcobendas (Criterium)
Criterium Internacional de Ciclismo de la Comunitat Valenciana (Criterium)
Oviedo (Criterium)

## Piazzamenti

### Grandi Giri
- Giro d'Italia

1999: non partito (8ª tappa)
2000: 52º
2005: 28º
2006: vincitore
2009: 3º
2010: vincitore
2012: 5º
2014: 15º
2015: 51º
- Tour de France

2001: non partito (8ª tappa)
2002: 11º
2003: 7º
2004: 3º
2005: 2º
2010: 32º
2011: 7º
2012: 25º
2015: non partito (10ª tappa)
- Vuelta a España

2009: 4º
2013: ritirato (14ª tappa)

### Classiche monumento
- Milano-Sanremo

2000: 89º
2002: 46º
2009: 44º
- Liegi-Bastogne-Liegi

2001: 61º
2002: 3º
2003: 10º
2004: 8º
2005: 18º
2006: 10º
2009: 43º
2011: 72º
- Giro di Lombardia

2000: ritirato
2001: 45º
2002: 15º
2004: 3º
2009: 13º
2011: 4º
2012: 28º
2013: 11º
2014: ritirato

### Competizioni mondiali
- Campionati del mondo

Verona 1999 - In linea Elite: ritirato
Lisbona 2001 - In linea Elite: 41º
Hamilton 2003 - In linea Elite: ritirato
Verona 2004 - In linea Elite: 11º
Mendrisio 2009 - In linea Elite: 16º

## Riconoscimenti
- Oscar TuttoBici-Under 23 nel 1998[27]
- Medaglia d'Oro al Valore Atletico nel 1998
- Giglio d'Oro-Rivelazione dell'anno nel 1999
- Atena d'Argento nel 2005 e 2010
- Premio Sport del Comune di Camaiore nel 2006